# Weißwurst
Il  (anche Weisswurst, termine non più corretto in base all'ultima riforma ortografica tedesca; in tedesco, letteralmente "salsiccia bianca") è un insaccato tipico tedesco, a base di carne di vitello e pancetta di maiale, ed è caratterizzato dal colore tendente al bianco, dovuto al fatto di non essere trattato con nitriti di sodio o di potassio.
Il Weißwurst è sicuramente la più nota specialità gastronomica della cucina bavarese e soprattutto di Monaco di Baviera. La tradizione vuole che venga preparato di mattina presto e servito poi bollito come spuntino di metà mattinata, accompagnato da senape dolce, brezel e birra di frumento.

## Storia

### Origine
Salumi simili sembrano apparire per la prima volta nel XIV secolo in Francia. Nei libri di cucina francese vengono definiti "boudin blanc" (appunto "salsiccia bianca") già all'inizio del XIX secolo. Gli ingredienti particolarmente ricercati fecero del Weißwurst una specialità costosa. Infatti, oltre al fatto che la carne di vitello era particolarmente cara, nel XIX secolo non era affatto facile procurarsi alcuni degli ingredienti come il limone o lo zenzero.
Al riguardo, però, gli abitanti di Monaco si tramandano una storia che dà al Weißwurst origini strettamente locali. Si dice infatti che sia nato da un "incidente" professionale di Sepp Moser, oste della locanda "Zum ewigen Licht" ("Alla luce eterna") sulla Marienplatz di Monaco. Il 22 febbraio del 1857, durante un lunedì delle rose (una festività religiosa che in Germania ricorre il lunedì precedente al mercoledì delle ceneri), Moser aveva esaurito le budella di pecora per la preparazione dei normali Bratwurst di vitello da arrostire, mentre in sala c'erano clienti in attesa del loro pasto. Il suo apprendista riuscì a procurargli solo delle budella di maiale, troppo grandi e coriacee per i Bratwurst. Trattandosi di un'emergenza, Moser le riempì comunque con la carne macinata, ma pensò bene di bollire gli insaccati anziché arrostirli, perché le budella di maiale sulla piastra sarebbero scoppiate.

### La denominazione di origine protetta
Attualmente un consorzio di tutela si adopera affinché l'Original Münchner Weißwurst ("Weißwurst originale di Monaco") venga riconosciuto come denominazione di origine protetta da parte della Commissione europea, e a tal proposito ha depositato il suddetto marchio nel 2004. Se la Commissione Europea dovesse accettare la domanda, solo i Weißwurst prodotti a Monaco di Baviera potranno essere definiti "weißwurst di Monaco". L'associazione dei macellai bavaresi invece ha depositato una seconda domanda che estende l'area interessata oltre i confini di Monaco, comprendendo l'Alta Baviera, la Bassa Baviera, l'Alto Palatinato e la Svevia.

## Preparazione e presentazione
Gli ingredienti base del Weißwurst di Monaco sono carne di vitello, pancetta e cotica di maiale bollita, aromatizzati con prezzemolo, buccia di limone, noce moscata, cipolla, zenzero e cardamomo. La carne viene macinata molto finemente e infilata nelle budella di maiale a formare salsicciotti di 12–15 cm di lunghezza e 80-90 grammi di peso. Il Weißwurst, se possibile, va cucinato appena fatto, lessandolo in acqua caldissima ma non bollente, altrimenti le budella rischiano di scoppiare e far fuoriuscire la carne.
Il Weißwurst è facilmente reperibile in Germania e presso le altre popolazioni di lingua tedesca, sia come prodotto fresco nelle macellerie, sia confezionato come prodotto industriale nei supermercati. Tradizionalmente il Weißwurst viene servito con senape dolce, brezel e birra di frumento. Le budella che la rivestono non vanno mangiate.

## Varianti

### IlWeißwurstdella Slesia

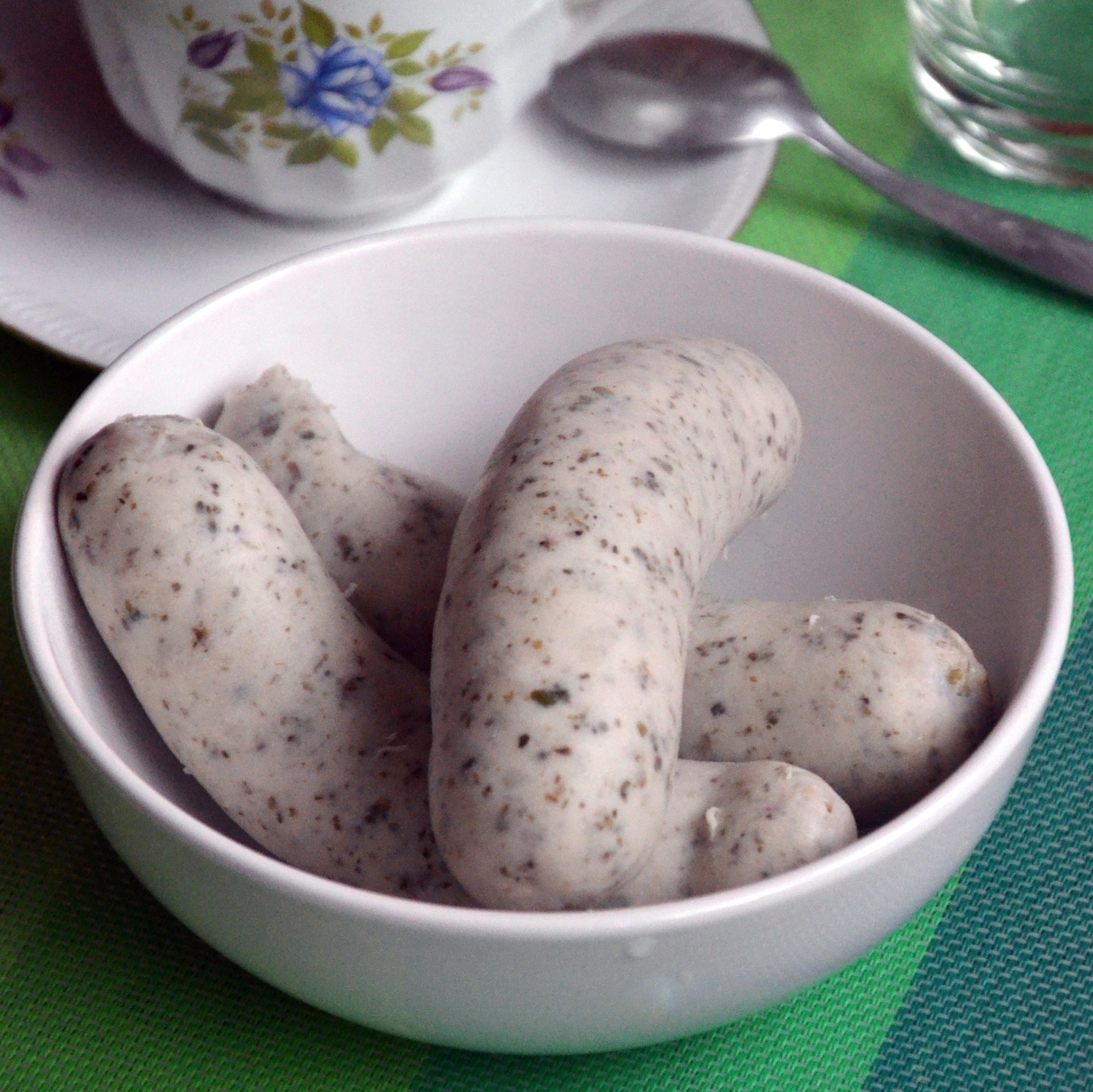
Una ciotola di Weißwurst della Slesia

Il Weißwurst della Bassa Slesia-Alta Lusazia viene preparato tradizionalmente a dicembre e servito la sera della vigilia di Natale e a capodanno, accompagnato da intingoli tipici locali. Le carni utilizzate sono le stesse del weißwurst di Monaco, ma vengono macinate ancora più finemente, impastate con uova e raffinate con vino bianco. Viene servito con crauti e purea di patate.

### IlWeißwurstamburghese
Nacque ad Amburgo durante il periodo di dominazione francese (dal 1806 al 1814), probabilmente su modello del boudin blanc, di cui costituì una variante di lusso. Infatti per tradizione veniva servita con del caviale, che ad Amburgo era facilmente reperibile, essendo all'epoca l'Elba ricco di storioni. Alexandre Dumas accennò al "boudin hambourgeois" nel suo Grande dizionario di cucina. Nel corso del XIX secolo, il Weißwurst amburghese cadde nel dimenticatoio insieme a tutte le usanze francesi che i cittadini avevano acquisito durante l'occupazione napoleonica e di cui in seguito preferirono liberarsi.